# 貴子坑 (臺北市)
25°09′07″N 121°29′36″E / 25.151896°N 121.493412°E
貴子坑，舊名鬼子坑，是位於台灣台北市北投區西北、貴子坑溪中、上游的谷地。

## 歷史
貴子坑為台北地區最古老的地層─五指山層，主由粗粒砂岩構成，內含純度極高的高嶺土及石英砂。約280萬年前，台灣北部開始大規模的火山噴發，直至十幾萬年前才停止。在80萬年前，是大屯火山群噴發最劇烈的開端，大量的安山岩岩漿、角礫岩在今天的貴子坑一帶堆積，覆蓋在褶曲的石英砂岩地表面。數十萬年來，貴子坑石壁因受到風化作用和侵蝕作用，讓在地下的特殊地質景觀顯露。現已作為「貴子坑水土保持園區」。
貴子坑舊名「鬼子坑」或「鬼仔坑」，後因名字不雅而取其諧音稱為「貴子坑」。對於舊名由來有不同說法，一說過去商人在此區濫採，以溪水掏洗瓷土，破壞地表，溪流凌亂，礦渣處處，因此被當地居民稱為「鬼子坑」。另一說法是昔日種植大片桂竹林，稱為「桂竹仔坑」，也因竹林發出嘎嘎巨響，諧音為「鬼仔坑」。